# Ngày Quốc tế Chống Tham nhũng
Ngày Quốc tế chống tham nhũng, viết tắt là IACD (International Anti-Corruption Day) được tổ chức vào ngày 09 Tháng 12 hàng năm, kể từ khi thông qua Công ước Liên Hợp Quốc về chống tham nhũng vào ngày 31 Tháng 10 năm 2003
Đây là một sự kiện thường niên do Liên Hợp Quốc tổ chức, với mục đích nâng cao nhận thức của công chúng về tham nhũng, hối lộ và các vấn đề có liên quan, và vinh danh những người chống tham nhũng trong cộng đồng và chính phủ của họ.
| “ | ...Nhân Ngày quốc tế chống tham nhũng năm nay, tôi kêu gọi các Chính phủ, khu vực tư nhân và các tổ chức xã hội dân sự hãy cùng nhau đứng dậy chung tay chống lại và ngăn chặn những hậu quả của tham nhũng ảnh hưởng tới xã hội, chính trị và kinh tế ở tất cả các nước. Để hướng tới một tương lai công bằng, toàn diện và thịnh vượng cho tất cả mọi người, chúng ta phải nuôi dưỡng một nền văn hóa toàn vẹn, mang tính minh bạch, có trách nhiệm giải trình và quản trị tốt. | ” |
| — Trích thông điệp của Tổng thư ký Liên Hợp Quốc Ban Ki-moon nhân ngày quốc tế chống tham nhũng 2013 | |   |

## Công ước phòng chống tham nhũng
Công ước Liên Hợp Quốc, trích đoạn:
"quan ngại về mức độ nghiêm trọng của các vấn đề và mối đe dọa từ tham nhũng đến sự ổn định và an ninh của xã hội, phá hoại các cơ quan và các giá trị dân chủ, các giá trị đạo đức và công lý và gây nguy hiểm cho sự phát triển bền vững và các quy định của pháp luật"
và các quốc gia phê chuẩn Công ước này phải có trách nhiệm:
"thúc đẩy và tăng cường các biện pháp phòng, chống tham nhũng có hiệu quả và hiệu quả hơn... thúc đẩy, tạo điều kiện và hỗ trợ hợp tác quốc tế và hỗ trợ kỹ thuật trong đấu tranh phòng, chống tham nhũng... [và] thúc đẩy toàn vẹn, trách nhiệm và quản lý tốt các vấn đề công cộng và tài sản công... "

## Chiến dịch nói KHÔNG

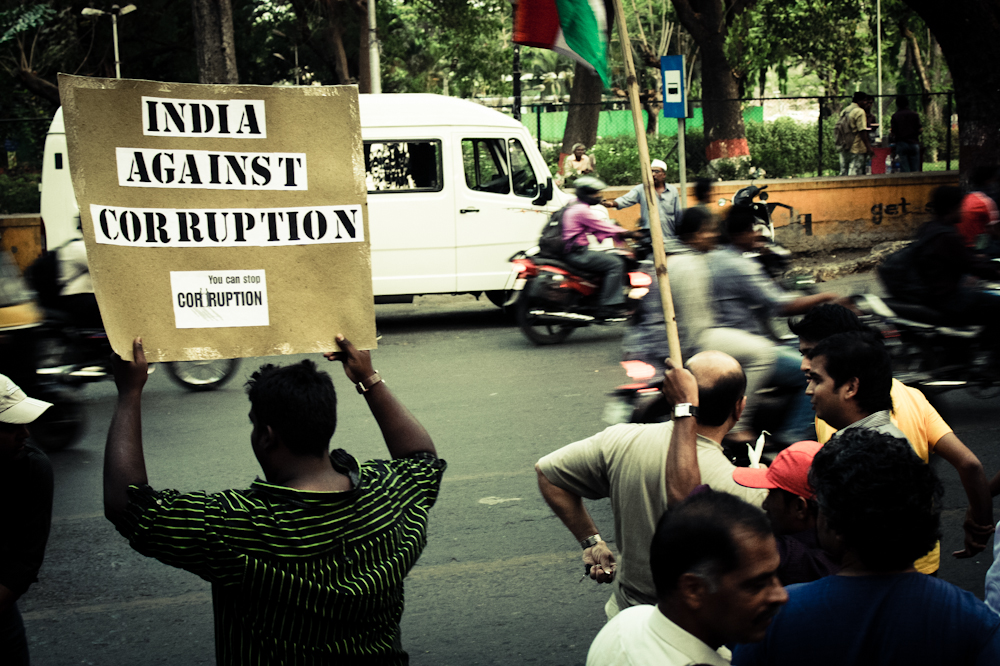
Phong trào chống tham nhũng tại Ấn Độ

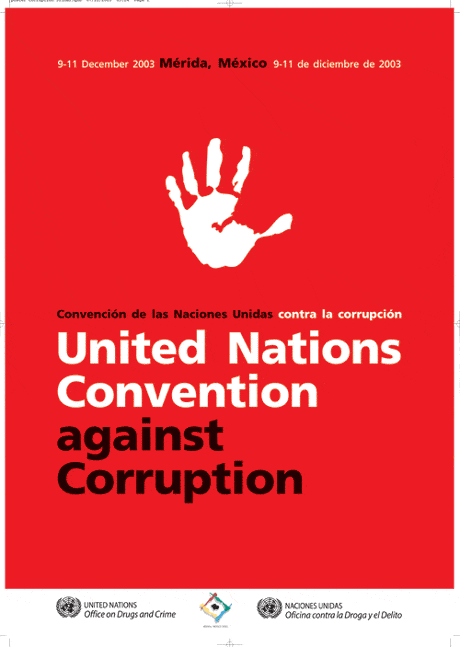
Công ước phòng chống tham nhũng

"Chiến dịch nói KHÔNG" ("Your NO Counts") là một chiến dịch quốc tế được tạo ra bởi Chương trình Phát triển Liên Hợp Quốc và Văn phòng Liên Hợp Quốc về chống Ma túy và Tội phạm để đánh dấu ngày chống tham nhũng quốc tế (09 tháng 12) và nâng cao nhận thức về tham nhũng và làm thế nào để chống lại nó.
Chiến dịch quốc tế năm 2009 tập trung vào vấn nạn tham nhũng cản trở những nỗ lực để đạt được các thoả thuận quốc tế về Mục tiêu Phát triển Thiên niên kỷ, làm suy yếu nền dân chủ và pháp quyền, dẫn đến các vi phạm nhân quyền, làm méo mó thị trường, làm xói mòn chất lượng cuộc sống và cho phép tổ chức tội phạm, khủng bố và các mối khác đe dọa an ninh con người phát triển.